# Sebastian Vettel
Sebastian Vettel (Heppenheim, 3. srpnja 1987.) bivši je njemački vozač Formule 1 te četverostruki i najmlađi svjetski prvak. Po završetku 1. sezone u Red Bullu (2009.) Vettel postaje najmlađi vozač koji je završio prvenstvo na 2. mjestu. Već iduće godine postaje najmlađi svjetski prvak, a uz to svom timu osigurava 1. naslov konstruktora. Godine 2011. postaje najmlađi dvostruki, 2012. trostruki, a 2013. četverostuki svjetski prvak u povijesti ovog športa. Vettel posjeduje još mnoge rekorde atributa »najmlađi« kao što su: najmlađi vozač koji je osvojio najbolju startnu poziciju, koji je osvojio bodove, vodio u utrci, pobijedio, ostvario 50 postolja.

## Djetinstvo – privatni život
Rođen je u Heppenheimu, u tadašnjoj Zapadnoj Njemačkoj. Ima mlađeg brata i dvije starije sestre. U siječnju 2014. godine Vettel postaje otac kćeri Emilie. U rujnu 2015. godine, postaje otac druge kćeri. Njegovi najveći junaci iz djetinjstva bili su "tri Michaela", a to su Michael Schumacher, Michael Jordan i Michael Jackson. Obožavatelj je Beatlesa. Gostujući u emisiji Top Gear[nedostaje izvor], Vettel je izjavio da je obožavatelj britanskog humora, kao što su Little Britain i Brianov život. Danas živi u Švicarskoj u kantonu Thurgauu. Sebe opisuje kao vrlo kompetitivnog, povučenog od javnih nastupa, ali i jako nestrpljivog.

## Početak utrkivanja

### Karting
Vettel je prvi put sjeo u karting kada su mu bile tri godine, a u raznim prvenstvima kartinga se natjecao od 1995. do 2002. Prvi uspjeh ostvario je 1997. kada je osvojio naslov u DMV Landesmeisterschaft Süd – Bambini B prvenstvu. Iste godine osvaja još dva prva mjesta u kategorijama DMV Bundesmeisterschaft – Bambini B  i NRW Cup – Bambini B. Sljedeće 1998. osvaja dva prva mjesta u kategorijama NRW Cup – Bambini A  i DMV Landesmeisterschaft Süd – Bambini A, a 1999. osvaja 3. mjesto u 29° Torneo Industrie Open – 100 Junior prvenstvu. Godine 2000. najbolji rezultat ostvaruje u German Kart Junior prvenstvu, kada osvaja 5. mjesto, a sljedeće 2001. osvaja 3. mjesto u South Garda Winter Cup ICA Junior prvenstvu, te tri naslova u tri različite kategorije: Monaco Kart Cup – ICA Junior, European Championship ICA Junior i German Junior Kart prvenstvu. Posljednje 2002. osvaja 6. mjesto u European Championship – ICA kategoriji za momčad KSN Official Racing Team.

### Formula BMW
2003.
Sebastian je u jednosjedu debitirao 2003., kada je vozio u ADAC Formula BMW prvenstvu. Vozio je bolid BMW FB02 za njemačku momčad Eifelland Racing, a momčadski kolega mu je bio Andreas Wirth. Sezona se sastojala od deset rundi, gdje su se na svakoj od njih vozile po dvije utrke. Prvu utrku prve runde 26. travnja na Hockenheimringu nije završio, a na drugoj utrci sutradan je stigao do prvog postolja. Na obje utrke druge runde na stazi Adria, upisuje dvije pobjede, a na trećoj rundi na Nürburgringu još dva postolja. Na kvalifikacijama za drugu utrku pete runde na Norisringu, stiže do prvog pole positiona u sezoni, a na utrci stiže do treće pobjede. Na šestoj i sedmoj rundi koje su se vozile također na Nürburgringu, Nijemac upisuje četvrtu pobjedu, te još dva postolja. Nakon što prvu utrku na Zandvoortu nije starta, u drugoj je stigao do trećeg mjesta. Na posljednjoj rundi, još jednom na Hockenheimringu, Vettel je stigao do posljednje pete pobjede u sezoni, te s 216 bodova osvojio titulu viceprvaka ADAC Formule BMW, s 43 boda manje od prvaka Maximiliana Götza.
2004.
Sljedeće 2004. promijenio je momčad i nastupao za ADAC Berlin-Brandenburg e.V. Momčadski kolege su mu bili Federico Montoya, Dominik Jackson i Fabio Onidi, a bolid koji je vozio bio je Mygale FB02. Sezona koja je započela 17. travnja na Hockenheimringu, a završila 3. listopada na istoj stazi, sadržavala je deset rundi, gdje su se na svakoj vozile dvije utrke. Vettel je dominantno osvojio naslov prvaka ADAC Formule BMW osvojivši 387 bodova. Ostvario je 18 pobjeda u 20 utrka, 14 pole positiona i 13 najbržih krugova. Osvojio je četiri pobjede na Hockenheimringu, tri pobjede na Nürburgringu, po dvije pobjede na stazama Lausitz, Norisring, Oschersleben, Zandvoort i Brno, te jednu pobjedu na stazi Adria. Jedine utrke gdje nije pobijedio bile su prva utrka druge runde na Adriji, gdje je osvojio drugo mjesto, te druga utrke treće runde na Nürburgringu, gdje je osvojio treće mjesto. Obje utrke pobijedio je viceprvak Brazilac Átila Abreu, koji je vozio za Vettelovoj bivšu momčad Eifelland Racing.

### Euro Formula 3
2005.
Nakon osvajanja naslova u ADAC Formuli BMW, Vettel je 2005. vozio svoju prvu sezonu u Euro Formuli 3. Vozio je bolid Dallara F305/011-Mercedes za momčad ASL Mücke Motorsport, a momčadski kolega mu je bio Átila Abreu. Sezona koja je započela na Hockenheimringu 16. travnja, a završila 23. listopada na istoj stazi, sadržavala je ukupno 20 utrka, odnosno 10 rundi na kojima su se vozile po dvije utrke. Na drugoj utrci prve runde, Vettel osvaja prve bodove. Na prvoj utrci treće runde na Spa-Francorchampsu, zajedno s još osam vozača među kojima su bili momčadski kolega Átila Abreu, Lewis Hamilton, Paul di Resta i Lucas di Grassi, biva diskvalificiran nakon utrke zbog kršenja tehničkih propisa, jer dimenzije difuzora svih osam bolida nisu udovoljavale propisima. Nakon što je na drugoj utrci četvrte runde u Monaku upisao jedino odustajanje u sezoni, Vettel na prvoj utrci šeste runde na Norisringu osvaja prvo postolje, kada ciljem prolazi kao drugoplasirani iza pobjednika Lewisa Hamiltona. Na sljedeće tri runde na Nürburgringu, Zandvoortu i Lausitzu, osvaja još četiri postolja. Trećim mjestom na posljednjoj utrci na Hockenheimringu, osvaja šesto i posljednje postolje u prvoj sezoni Euro Formule 3, te s osvojena 63 boda, završava na 5. mjestu konačnog poretka vozača.
Iste godine između četvrte i pete runde na stazama Monaco i Oschersleben u Euro Formuli 3, Vettel 5. lipnja vozi jednu utrku u Španjolskoj Formuli 3 na stazi Albacete, za momčad Racing Engineering u bolidu Dallara F305-Toyota, te u utrci osvaja 3. mjesto. Sa sudjelovanjem u samo jednoj od petnaest utrka Španjolske Formule 3, Vettel osvaja osam bodova i 15. mjesto u konačnom poretku vozača.
Na utrci Macau Grand Prix 2005. osvaja 3. mjesto za momčad ASM, iza drugoplasiranog Roberta Kubice u Carlinu, i pobjednika Lucasa di Grassija u Manoru.
2006.
Sljedeće 2006. vozi svoju drugu i posljednju sezonu u Euro Formuli 3. Iz ASL Mücke Motorsport prelazi u momčad ASM, a momčadski kolege su mu Paul di Resta, Giedo van der Garde i Kamui Kobayashi. I ova sezona se sastojala od 20 utrka, odnosno 10 rundi po dvije utrke, a započela je i završila također na Hockenheimringu 8. travnja i 29. listopada. Na prvoj utrci Vettel osvaja prve bodove, dok na drugoj utrci dolazi do prve pobjede u Euro Formuli 3. Na prvoj utrci druge runde na Lausitzu osvaja 3. mjesto, dok na četvrtoj i petoj rundi na Brands Hatchu i Norisringu osvaja dva 2. mjesta. Nakon što je osvojio prvi pole position u kvalifikacijama na Nürburgringu, Vettel dolazi do dvije pobjede na toj stazi. Nakon još jednog postolja na Zandvoortu, Vettel osvaja posljednju četvrtu pobjedu na prvoj utrci osme runde u Barceloni. Na posljednjoj rundi na Hockenheimringu osvaja i posljednje postolje. Sa 75 bodova, osvaja titulu viceprvaka Euro Formule 3, iza prvaka i momčadskog kolege Paula di Reste.
Iste godine nastupa i na utrci Masters of Formula 3, te osvaja 6. mjesto.

### Formula Renault 3.5
2006.
Iako je 2006. nastupao u Euro Formuli 3, Vettel je iste godine na Misanu i Spa-Francorchampsu odvozio tri utrke u Formuli Renault 3.5 za momčad Carlin Motorsport. Na prvoj utrci četvrte runde 15. srpnja na Misanu, Vettel je osvojio 2. mjesto iza pobjednika Bena Hanleya, da bi sutradan na istoj stazi nakon pole positiona, stigao do pobjede. Prvu utrku pete runde na Spa-Francorchampsu nije završio, a na drugoj utrci nije startao. S osvojenih 28 bodova, zauzeo je 15. mjesto u ukupnom poretku vozača.
2007.
Sljedeće 2007. ostao je u istoj momčadi, a momčadski kolega mu je bio Mihail Aljošin. Sezona je započela 14. travnja na Monzi, a završila 28. listopada na stazi Barcelona-Catalunya. Na prvoj utrci, Vettel je stigao do prvih bodova, a na drugoj utrci na Monzi i do prvog postolja. Nakon što je na kvalifikacijama za prvu utrku druge runde na Nürburgringu osvojio prvi pole position, Vettel je stigao do prve i kasnije se ispostavilo, jedine pobjede u sezoni. Na jedinoj utrci koja se vozila na stazi Monaco, Vettel je osvojio 2. mjesto iza pobjednika Álvara Parentea, a posljednje postolje osvojio je 15. srpnja na drugoj utrci četvrte runde na Hungaroringu. Na preostalih pet runda, Vettel nije nastupao jer se počeo utrkivati u Formuli 1. S osvojena 74 boda, Vettel je zauzeo 5. mjesto u ukupnom poretku vozača.

## Formula 1
Dok je još trajalo Euro Formula 3 prvenstvo 2005., Vettel je u rujnu iste godine pozvan u Formulu 1 na testiranje Williams-BMW bolida. Na Velikoj nagradi Turske 2006. Vettel je ubilježio svoj prvi nastup na slobodnim treninzima petkom u bolidu BMW Sauber F1.06. Taj dan imao je samo 19 godina i 53 dana. Prvi slobodni trening završio je na prvom mjestu, a na istom treningu je dobio kaznu od 500 funti zbog prebrze vožnje u boksu, samo devet sekundi nakon što je krenuo voziti svoj prvi slobodni trening u Formuli 1. Nakon toga Nijemac je nastavio s impresivnim vožnjama na treninzima petkom u Italiji, Kini, Japanu i Brazilu. Iste sezone bio je, zajedno s Robertom Kubicom, rezervni i test vozač BMW Saubera, a nakon što je Jacques Villeneuve napustio momčad nakon Velike nagrade Njemačke, momčad se odlučila da će ga ostatak sezone mijenjati Kubica. Poljak je potvrđen i za sljedeću 2007. kao momčadski kolega Nicku Heidfeldu, dok je Vettel ostao u ulozi rezervnog i test vozača. 

### BMW Sauber (2007.)
U sezoni 2007. Vettel je 14 dana testirao za BMW Sauber i Toro Rosso tijekom kojih je odvozio 4571 km. Iste godine se natjecao u Formuli Renault 3.5 za Carlin Motorsport, a u Formuli 1 je vozio BMW Sauber F1.07 na slobodnim treninzima u Australiji i Maleziji. Na Velikoj nagradi Kanade 10. lipnja, Robert Kubica je doživio nesreću nakon koje je morao propustiti jednu utrku. Momčad je kao njegovu zamjenu pozvala Vettela, koji je debitirao na Velikoj nagradi Sjedinjenih Američkih Država na stazi Indianapolis. Vettel je u kvalifikacijama osvojio 7. mjesto s vremenom od 1 minute i 13,513 sekundi, odnosno 0,666 sekundi sporijim vremenom od svog sunarodnjaka i momčadskog kolege Nicka Heidfelda na 5. mjestu. U utrci je dobro startao, no u prvom zavoju da ne udari u Renault Heikkija Kovalainena, odlazi na travnatu površinu krateći prvi zavoj, zbog čega pada na 11. mjesto. Sljedećih 20 krugova se vozio na 10. mjestu iza Nice Rosberga u Williams-Toyoti. Nastavak utrke je proveo uglavnom iza Marka Webbera u Red Bull-Renaultu. Zbog odustajanja Heidfelda i Rosberga u 55., odnosno 68. krugu, Vettel je napredovao dvije pozicije, te utrku završio na 8. mjestu, 0,452 sekunde iza Webbera, osvojivši pritom prvi bod u Formuli 1.

### Toro Rosso (2007. − 2008.)

#### 2007.
Nakon prvog nastupa u Formuli 1 na Indianapolisu 17. lipnja, Vettel se vratio utrkivanju u Formuli Renault 3.5. Međutim 31. srpnja stigla je vijest da će Nijemac nastupati za Toro Rosso na posljednjih sedam utrka 2007. Vettel je postao član Red Bullove akademije za mlade vozače 2001. dok je nastupao u kartingu, a u Toro Rossu - drugoj momčadi Formule 1 austrijske tvornice bezalkoholnih pića Red Bull, zamijenio je Scotta Speeda. Suvlasnik Toro Rossa Gerhard Berger i direktor momčadi Franz Tost, nisu bili zadovoljni vožnjama Scotta Speeda. Nakon Velike nagrade Europe, gdje je Amerikanac u kišnim uvjetima izletio sa staze, Speed i Tost imali su veliku svađu. Amerikanac je tvrdio da je Tost bio izvan kontrole i da je malo nedostajalo da dođe do fizičkog sukoba. Speed je nakon toga testirao bolid na Mugellu, ali je ubrzo rekao da više ne želi surađivati s Toro Rossom. Vettel je bio prisutan na tom testu, ali nije vozio bolid. Njegovo prvo iskustvo s bolidom STR2 došlo je tijekom treninga u petak na Hungaroringu. U kvalifikacijama za Veliku nagradu Mađarske, Vettel je uspio biti brži samo od Spykerovih vozača Adriana Sutila i Sakona Yamamota, te je u utrku krenuo s 20. mjesta. U utrci je na startu pretekao Hondine vozače Jensona Buttona i Rubensa Barrichella, ali više od toga nije uspio, te je utrku završio na 16. mjestu s krugom zaostatka za pobjednikom Lewisom Hamiltonom u McLaren-Mercedesu. Sljedeće tri utrke u Turskoj, Italiji i Belgiji su imale sličan ishod, s tim da je na Monzi u kvalifikacijama prvi put uspio biti brži od momčadskog kolege Vitantonija Liuzzija, a utrku na Spa-Francorchampsu nije završio zbog problema s upravljačem.
U kvalifikacijama za Veliku nagradu Japana, Vettel konačno pokazuje zašto je doveden u momčad. Prvi put prolazi u završnu kvalifikacijsku rundu, te ostvaruje deveto najbolje vrijeme. Zbog kazne od deset mjesta Nici Rosbergu zbog promjene motora, Vettel starta s osme pozicije. Zbog jake kiše, utrka je startala pod safety carom, a Ferrarijevi vozači Kimi Räikkönen i Felipe Massa su u prva dva kruga otišli u boks, kako bi standardne gume za mokro, zamijenili ekstremnim gumama za mokro. Zbog toga poteza, Vettel je napredovao dvije pozicije. Kada se safety car maknuo sa staze, a utrka konačno krenula u 19. krugu, Vettel se odlično snašao te pretekao Nicka Heidfelda, Jensona Buttona i Marka Webbera, zauzevši 3. mjesto iza Lewisa Hamiltona i Fernanda Alonsa u McLaren-Mercedesu. Nakon što su Alonso i Hamilton u 27. i 28. krugu otišli u boks po promjenu guma i nadolijevanje goriva, Vettel je prvi put u Formuli 1 preuzeo vodstvo u utrci. Bilo je to prvo vodstvo u utrci i za Toro Rosso, u njihovoj drugoj sezoni u Formuli 1. Nakon tri kruga i Nijemac je morao u boks. U 35. krugu došlo je do kontakta Alonsa i Vettela, koji su se tada vozili na osmom i devetom mjestu. Vettel je izvrtio Alonsa, pri čemu je Španjolac izgubio dvije pozicije, ali su oba bolida prošla bez oštećenja. Nakon što je Alonso u 41. krugu izgubio svoj bolid na pravcu, te udario u zaštitnu ogradu, na stazu je opet izašao safety car. Za sve to vrijeme kiša nije prestajala, a u 46. krugu zbog slabije vidljivosti, trećeplasirani Vettel je pod safety carom udario u stražnji dio Red Bullovog bolida drugoplasiranog Webbera, te obojicu izbacio iz utrke. Iako nije završio utrku, Vettel je u Japanu postavio rekord kao najmlađi vozač (20 godina i 89 dana) koji je vodio utrku Formule 1. Taj rekord je srušio Max Verstappen (18 godina i 228 dana) na Velikoj nagradi Španjolske 2016.
Nakon utrke, Vettel je prvotno kažnjen s 10 mjesta kazne na gridu sljedeće Velike nagrade Kine zbog sudara s Webberom, no FIA je naknadno ukinula kaznu Vettelu, proglasivši Hamiltona odgovornim zbog nepravilne vožnje iza safety cara, što je dovelo do Vettelovog udaranja u Webbera. Ali već sljedeći dan, nakon što je Vettelu ukinuta kazna, Nijemac je kažnjen s 5 mjesta kazne na gridu, zbog ometanja Heikkija Kovalainena u kvalifikacijama za Kinu. Vettel je kvalifikacije završio na 12. mjestu, s tri stotinke zaostatka iza momčadskog kolege Liuzzija na 11. mjestu, no utrku je startao sa 17. pozicije na gridu. U kišnoj utrci na startu je napredovao pet mjesta, a u drugom krugu još jedno, te se našao iza Kovalainena, kojeg je uspio preteći u sedmom krugu, a do 19. kruga se vozio na 10. mjestu iza Webbera. U nastavku utrke se staza počela sušiti, a Vettel se sa strategijom jednog ulaska u boks, u 35. krugu našao na petom mjestu iza Jensona Buttona u Hondi. Nakon što je Button otišao u boks u 43. krugu, Vettel je zasjeo na četvrto mjesto, koje nije ispuštao do kraja utrke. U kvalifikacijama za posljednju utrku u Brazilu, Vettel je zauzeo 13. poziciju, no utrku nije završio zbog kvara hidraulike u 34. krugu. S ukupno osam odvoženih utrka od njih 17, Vettel je osvojio šest bodova i 14. mjesto u konačnom poretku vozača.

#### 2008.
Dana 10. kolovoza 2007., odnosno pet dana nakon prošlogodišnje utrke u Mađarskoj, objavljeno je da Vitantonio Liuzzi napušta Toro Rosso, a da na njegovo mjesto dolazi IndyCar prvak Sébastien Bourdais. Svoju prvu punu sezonu u Formuli 1, Vettel je počeo u prošlogodišnjoj modificiranoj šasiji STR2B, kao i Bourdais. U momčadi su očekivali da će nova šasija STR3 biti spremna u Turskoj, koja je bila peta utrka u kalendar, no to se nije ostvarilo. Tehnički direktor Laurent Mekies, kazao je da momčad nema sve potrebne dijelove bolida za Tursku, te da će novi bolid stići na šestoj utrci u Monaku, što se i ostvarilo. Sezona je za Vettela počela loše. Na utrkama u Australiji, Bahreinu i Španjolskoj je sudjelovao u sudarima na startu, dok utrku u Maleziji nije završio zbog kvara motora. Velika nagrada Turske je bila prva utrka koji je Vettel završio, no na posljednjem 17. mjestu.

## Postignuća

### Sažetak karijere
| Godina | Kategorija              | Momčad                                 | Utrke | Prva startna mjesta | Pobjede | Bodovi | Poredak |
| ------ | ----------------------- | -------------------------------------- | ----- | ------------------- | ------- | ------ | ------- |
| 2003.  | German Formula BMW      | Eifelland Racing                       | 19    | 5                   | 5       | 216    | 2.      |
| 2004.  | German Formula BMW      | ADAC Berlin-Brandenburg                | 20    | 14                  | 18      | 387    | 1.      |
| 2005.  | Spanish Formula 3       | Racing Engineering                     | 1     | 0                   | 0       | 8      | 15.     |
| 2005.  | Formula 3 Euroseries    | ASL Mücke Motorsport                   | 20    | 0                   | 0       | 57     | 5.      |
| 2006.  | Formula 3 Euroseries    | ASM Formule 3                          | 20    | 1                   | 4       | 75     | 2.      |
| 2006.  | World Series by Renault | Carlin Motorsport                      | 3     | 1                   | 1       | 28     | 15.     |
| 2007.  | World Series by Renault | Carlin Motorsport                      | 7     | 1                   | 1       | 74     | 5.      |
| 2007.  | Formula 1               | BMW Sauber F1 Team Scuderia Toro Rosso | 8     | 0                   | 0       | 6      | 14.     |
| 2008.  | Formula 1               | Scuderia Toro Rosso                    | 18    | 1                   | 1       | 35     | 8.      |
| 2009.  | Formula 1               | Red Bull Racing                        | 17    | 4                   | 4       | 84     | 2.      |
| 2010.  | Formula 1               | Red Bull Racing                        | 19    | 10                  | 5       | 256    | 1.      |
| 2011.  | Formula 1               | Red Bull Racing                        | 19    | 15                  | 11      | 392    | 1.      |
| 2012.  | Formula 1               | Red Bull Racing                        | 20    | 6                   | 5       | 281    | 1.      |
| 2013.  | Formula 1               | Infiniti Red Bull Racing               | 19    | 9                   | 13      | 397    | 1.      |
| 2014.  | Formula 1               | Infiniti Red Bull Racing               | 19    | 0                   | 0       | 167    | 5.      |
| 2015.  | Formula 1               | Scuderia Ferrari                       | 19    | 1                   | 3       | 278    | 3.      |
| 2016.  | Formula 1               | Scuderia Ferrari                       | 21    | 0                   | 0       | 212    | 4.      |

### Potpuni popis rezultata u Formuli 1
(legenda) (Utrke označene debelim slovima označuju najbolju startnu poziciju) (Utrke označene kosim slovima označuju najbrži krug utrke)
| Godina | Konstruktor/Momčad                        | 1.      | 2.      | 3.      | 4.      | 5.     | 6.      | 7.      | 8.      | 9.      | 10.     | 11.     | 12.    | 13.     | 14.     | 15.     | 16.   | 17.     | 18.     | 19.   | 20.   | 21. | Bodovi | Poredak |
| ------ | ----------------------------------------- | ------- | ------- | ------- | ------- | ------ | ------- | ------- | ------- | ------- | ------- | ------- | ------ | ------- | ------- | ------- | ----- | ------- | ------- | ----- | ----- | --- | ------ | ------- |
| 2007.  | BMW Sauber-BMW BMW Sauber F1 Team         | AUS     | MAL     | BHR     | ŠPA     | MON    | KAN     | SAD 8   | FRA     | VBR     | EUR     |         |        |         |         |         |       |         |         |       |       |     | 6      | 14.     |
| 2007.  | Toro Rosso-Ferrari Scuderia Toro Rosso    |         |         |         |         |        |         |         |         |         |         | MAĐ 16  | TUR 19 | ITA 18  | BEL Ret | JAP Ret | KIN 4 | BRA Ret |         |       |       |     | 6      | 14.     |
| 2008.  | Toro Rosso-Ferrari Scuderia Toro Rosso    | AUS Ret | MAL Ret | BHR Ret | ŠPA Ret | TUR 17 | MON 5   | KAN 8   | FRA 12  | VBR Ret | NJE 8   | MAĐ Ret | EUR 6  | BEL 5   | ITA 1   | SIN 5   | JAP 6 | KIN 9   | BRA 4   |       |       |     | 35     | 8.      |
| 2009.  | Red Bull-Renault Red Bull Racing          | AUS 13  | MAL 15  | KIN 1   | BHR 2   | ŠPA 4  | MON Ret | TUR 3   | VBR 1   | NJE 2   | MAĐ Ret | EUR Ret | BEL 3  | ITA 8   | SIN 4   | JAP 1   | BRA 4 | ABU 1   |         |       |       |     | 84     | 2.      |
| 2010.  | Red Bull-Renault Red Bull Racing          | BHR 4   | AUS Ret | MAL 1   | KIN 6   | ŠPA 3  | MON 2   | TUR Ret | KAN 4   | EUR 1   | VBR 7   | NJE 3   | MAĐ 3  | BEL 15  | ITA 4   | SIN 2   | JAP 1 | KOR Ret | BRA 1   | ABU 1 |       |     | 256    | 1.      |
| 2011.  | Red Bull-Renault Red Bull Racing          | AUS 1   | MAL 1   | KIN 2   | TUR 1   | ŠPA 1  | MON 1   | KAN 2   | EUR 1   | VBR 2   | NJE 4   | MAĐ 2   | BEL 1  | ITA 1   | SIN 1   | JAP 3   | KOR 1 | IND 1   | ABU Ret | BRA 2 |       |     | 392    | 1.      |
| 2012.  | Red Bull-Renault Red Bull Racing          | AUS 2   | MAL 11  | KIN 5   | BHR 1   | ŠPA 6  | MON 4   | KAN 4   | EUR Ret | VBR 3   | NJE 5   | MAĐ 4   | BEL 2  | ITA Ret | SIN 1   | JAP 1   | KOR 1 | IND 1   | ABU 3   | SAD 2 | BRA 6 |     | 281    | 1.      |
| 2013.  | Red Bull-Renault Infiniti Red Bull Racing | AUS 3   | MAL 1   | KIN 4   | BHR 1   | ŠPA 4  | MON 2   | KAN 1   | VBR Ret | NJE 1   | MAĐ 3   | BEL 1   | ITA 1  | SIN 1   | KOR 1   | JAP 1   | IND 1 | ABU 1   | SAD 1   | BRA 1 |       |     | 397    | 1.      |
| 2014.  | Red Bull-Renault Infiniti Red Bull Racing | AUS Ret | MAL 3   | BHR 6   | KIN 5   | ŠPA 4  | MON Ret | KAN 3   | AUT Ret | VBR 5   | NJE 4   | MAĐ 7   | BEL 5  | ITA 6   | SIN 2   | JAP 3   | RUS 8 | SAD 7   | BRA 5   | ABU 8 |       |     | 167    | 5.      |
| 2015.  | Ferrari Scuderia Ferrari                  | AUS 3   | MAL 1   | KIN 3   | BHR 5   | ŠPA 3  | MON 2   | KAN 5   | AUT 4   | VBR 3   | MAĐ 1   | BEL 12  | ITA 2  | SIN 1   | JAP 3   | RUS 2   | SAD 3 | MEX Ret | BRA 3   | ABU 4 |       |     | 278    | 3.      |
| 2016.  | Ferrari Scuderia Ferrari                  | AUS     | BHR     | KIN     | RUS     | ŠPA    | MON     | KAN     | EUR     | AUT     | VBR     | MAĐ     | NJE    | BEL     | ITA     | SIN     | MAL   | JAP     | SAD     | MEX   | BRA   | ABU |        |         |

‡ Dodijeljeno pola bodova zbog neodvežene utrke s minimalnom distancom od 75 % dužine ukupne utrke.

## Vanjske poveznice
- Sebastian Vettel – službena stranica (njem.)
- Sebastian Vettel – Driver Database (engl.)
- Sebastian Vettel – Stats F1 (engl.)